# Le Devoir de philo
« Le Devoir de philo » est une série d’articles du journal Le Devoir (Montréal, Québec). Commencée le 25 février 2006, elle avait pour objectif « de décrypter une question d'actualité à partir des thèses d'un grand philosophe » afin d’illustrer comment la philosophie « permet de mieux comprendre le monde actuel ». 

## Historique
La série s’est d’abord adressée aux professeurs de philosophie des cégeps du Québec, pour ensuite s’étendre à des enseignants de sciences politiques ou de littérature. Débordant le milieu de l’éducation, elle a intéressé un avocat, un médecin, un démographe, entre autres. Outre les philosophes proprement dits, tels Platon, Descartes, Sartre ou Arendt, elle s’est penchée sur l’œuvre de Darwin, de Charles Péguy ou de Fernand Dumont, ainsi que sur la pop philosophie, par exemple. 
Conçue et coordonnée par le journaliste Antoine Robitaille, cette série a paru, sur une page complète, un samedi sur deux (sauf durant la saison estivale).